# 1976年のアメリカンリーグチャンピオンシップシリーズ
1976年の野球において、メジャーリーグベースボール（MLB）のポストシーズンは10月9日に開幕した。アメリカンリーグの第8回リーグチャンピオンシップシリーズ（英語: 8th American League Championship Series、以下「リーグ優勝決定戦」と表記）は、同日から14日にかけて計5試合が開催された。その結果、ニューヨーク・ヤンキース（東地区）がカンザスシティ・ロイヤルズ（西地区）を3勝2敗で下し、12年ぶり30回目のリーグ優勝およびワールドシリーズ進出を果たした。
この年のレギュラーシーズンでは両球団は12試合対戦し、ロイヤルズが7勝5敗と勝ち越していた。今シリーズは2勝2敗と両者譲らず最終第5戦までもつれ込んだ末、最後はクリス・チャンブリスのサヨナラ本塁打でヤンキースがリーグ優勝を決めた。ポストシーズンのシリーズ勝利をサヨナラ本塁打で決めたのは、1960年ワールドシリーズのピッツバーグ・パイレーツに次いで、今シリーズのヤンキースが史上2球団目である。しかしヤンキースは、ワールドシリーズではナショナルリーグ王者シンシナティ・レッズに0勝4敗で敗れ、14年ぶり21度目の優勝を逃した。

## 試合結果
1976年のアメリカンリーグ優勝決定戦は10月9日に開幕し、途中に移動日を挟んで6日間で5試合が行われた。日程・結果は以下の通り。
| 日付                                                      | 試合  | ビジター球団（先攻）       | スコア | ホーム球団（後攻）         | 開催球場               | 開催球場                                   |
| --------------------------------------------------------- | ----- | -------------------------- | ------ | -------------------------- | ---------------------- | ------------------------------------------ |
| 10月09日（土）                                            | 第1戦 | ニューヨーク・ヤンキース   | 4－1   | カンザスシティ・ロイヤルズ | ロイヤルズ・スタジアム | ロイヤルズ・スタジアムヤンキー・スタジアム |
| 10月10日（日）                                            | 第2戦 | ニューヨーク・ヤンキース   | 3－7   | カンザスシティ・ロイヤルズ | ロイヤルズ・スタジアム | ロイヤルズ・スタジアムヤンキー・スタジアム |
| 10月11日（月）                                            |       | 移動日                     | 移動日 | 移動日                     |                        | ロイヤルズ・スタジアムヤンキー・スタジアム |
| 10月12日（火）                                            | 第3戦 | カンザスシティ・ロイヤルズ | 3－5   | ニューヨーク・ヤンキース   | ヤンキー・スタジアム   | ロイヤルズ・スタジアムヤンキー・スタジアム |
| 10月13日（水）                                            | 第4戦 | カンザスシティ・ロイヤルズ | 7－4   | ニューヨーク・ヤンキース   | ヤンキー・スタジアム   | ロイヤルズ・スタジアムヤンキー・スタジアム |
| 10月14日（木）                                            | 第5戦 | カンザスシティ・ロイヤルズ | 6－7x  | ニューヨーク・ヤンキース   | ヤンキー・スタジアム   | ロイヤルズ・スタジアムヤンキー・スタジアム |
| 優勝：ニューヨーク・ヤンキース（3勝2敗 / 12年ぶり30度目） |       |                            |        |                            |                        | ロイヤルズ・スタジアムヤンキー・スタジアム |

### 第1戦 10月9日
- ロイヤルズ・スタジアム（ミズーリ州カンザスシティ）

|                            | 1 | 2 | 3 | 4 | 5 | 6 | 7 | 8 | 9 | R | H  | E |
| -------------------------- | - | - | - | - | - | - | - | - | - | - | -- | - |
| ニューヨーク・ヤンキース   | 2 | 0 | 0 | 0 | 0 | 0 | 0 | 0 | 2 | 4 | 12 | 0 |
| カンザスシティ・ロイヤルズ | 0 | 0 | 0 | 0 | 0 | 0 | 0 | 1 | 0 | 1 | 5  | 2 |

1. 勝利：キャットフィッシュ・ハンター（1勝）
2. 敗戦：ラリー・グラ（1敗）
3. 審判
［球審］ジョー・ブリンクマン
［塁審］一塁: ラリー・バーネット、二塁: ジョージ・マロニー、三塁: ビル・ハラー
［外審］左翼: アート・フランツ、右翼: ラリー・マッコイ
4. 試合開始時刻: 中部夏時間（UTC-5）午後0時00分  試合時間: 2時間9分  観客: 4万1077人  気温: 63°F（17.2°C）
詳細: MLB.com Gameday / Baseball-Reference.com

| ニューヨーク・ヤンキース | ニューヨーク・ヤンキース | ニューヨーク・ヤンキース | ニューヨーク・ヤンキース | ニューヨーク・ヤンキース                                                                                                  | カンザスシティ・ロイヤルズ | カンザスシティ・ロイヤルズ | カンザスシティ・ロイヤルズ | カンザスシティ・ロイヤルズ | カンザスシティ・ロイヤルズ                                                                                             |
| ------------------------ | ------------------------ | ------------------------ | ------------------------ | --- | -------------------------- | -------------------------- | -------------------------- | -------------------------- | --- |
| 打順                     | 守備                     | 選手                     | 打席                     | C・ハンターT・マンソンC・チャン · ブリスW・ランドルフG・ネトルズF・スタンリーR・ホワイトM・リバースE・マドックスL・ピネラ | 打順                       | 守備                       | 選手                       | 打席                       | L・グラB・マルティネスJ・メイベリーF・ホワイトG・ブレットF・パテックT・ポケットA・オーティスA・コーウェンズH・マクレー |
| 1                        | 中                       | M・リバース              | 左                       | C・ハンターT・マンソンC・チャン · ブリスW・ランドルフG・ネトルズF・スタンリーR・ホワイトM・リバースE・マドックスL・ピネラ | 1                          | 中                         | A・オーティス              | 右                         | L・グラB・マルティネスJ・メイベリーF・ホワイトG・ブレットF・パテックT・ポケットA・オーティスA・コーウェンズH・マクレー |
| 2                        | 左                       | R・ホワイト              | 両                       | C・ハンターT・マンソンC・チャン · ブリスW・ランドルフG・ネトルズF・スタンリーR・ホワイトM・リバースE・マドックスL・ピネラ | 2                          | 三                         | G・ブレット                | 左                         | L・グラB・マルティネスJ・メイベリーF・ホワイトG・ブレットF・パテックT・ポケットA・オーティスA・コーウェンズH・マクレー |
| 3                        | 捕                       | T・マンソン              | 右                       | C・ハンターT・マンソンC・チャン · ブリスW・ランドルフG・ネトルズF・スタンリーR・ホワイトM・リバースE・マドックスL・ピネラ | 3                          | DH                         | H・マクレー                | 右                         | L・グラB・マルティネスJ・メイベリーF・ホワイトG・ブレットF・パテックT・ポケットA・オーティスA・コーウェンズH・マクレー |
| 4                        | DH                       | L・ピネラ                | 右                       | C・ハンターT・マンソンC・チャン · ブリスW・ランドルフG・ネトルズF・スタンリーR・ホワイトM・リバースE・マドックスL・ピネラ | 4                          | 一                         | J・メイベリー              | 左                         | L・グラB・マルティネスJ・メイベリーF・ホワイトG・ブレットF・パテックT・ポケットA・オーティスA・コーウェンズH・マクレー |
| 5                        | 一                       | C・チャンブリス          | 左                       | C・ハンターT・マンソンC・チャン · ブリスW・ランドルフG・ネトルズF・スタンリーR・ホワイトM・リバースE・マドックスL・ピネラ | 5                          | 右                         | A・コーウェンズ            | 右                         | L・グラB・マルティネスJ・メイベリーF・ホワイトG・ブレットF・パテックT・ポケットA・オーティスA・コーウェンズH・マクレー |
| 6                        | 三                       | G・ネトルズ              | 左                       | C・ハンターT・マンソンC・チャン · ブリスW・ランドルフG・ネトルズF・スタンリーR・ホワイトM・リバースE・マドックスL・ピネラ | 6                          | 左                         | T・ポケット                | 左                         | L・グラB・マルティネスJ・メイベリーF・ホワイトG・ブレットF・パテックT・ポケットA・オーティスA・コーウェンズH・マクレー |
| 7                        | 右                       | E・マドックス            | 右                       | C・ハンターT・マンソンC・チャン · ブリスW・ランドルフG・ネトルズF・スタンリーR・ホワイトM・リバースE・マドックスL・ピネラ | 7                          | 二                         | F・ホワイト                | 右                         | L・グラB・マルティネスJ・メイベリーF・ホワイトG・ブレットF・パテックT・ポケットA・オーティスA・コーウェンズH・マクレー |
| 8                        | 二                       | W・ランドルフ            | 右                       | C・ハンターT・マンソンC・チャン · ブリスW・ランドルフG・ネトルズF・スタンリーR・ホワイトM・リバースE・マドックスL・ピネラ | 8                          | 遊                         | F・パテック                | 右                         | L・グラB・マルティネスJ・メイベリーF・ホワイトG・ブレットF・パテックT・ポケットA・オーティスA・コーウェンズH・マクレー |
| 9                        | 遊                       | F・スタンリー            | 右                       | C・ハンターT・マンソンC・チャン · ブリスW・ランドルフG・ネトルズF・スタンリーR・ホワイトM・リバースE・マドックスL・ピネラ | 9                          | 捕                         | B・マルティネス            | 右                         | L・グラB・マルティネスJ・メイベリーF・ホワイトG・ブレットF・パテックT・ポケットA・オーティスA・コーウェンズH・マクレー |
| 先発投手                 | 先発投手                 | 先発投手                 | 投球                     | C・ハンターT・マンソンC・チャン · ブリスW・ランドルフG・ネトルズF・スタンリーR・ホワイトM・リバースE・マドックスL・ピネラ | 先発投手                   | 先発投手                   | 先発投手                   | 投球                       | L・グラB・マルティネスJ・メイベリーF・ホワイトG・ブレットF・パテックT・ポケットA・オーティスA・コーウェンズH・マクレー |
| C・ハンター              | C・ハンター              | C・ハンター              | 右                       | C・ハンターT・マンソンC・チャン · ブリスW・ランドルフG・ネトルズF・スタンリーR・ホワイトM・リバースE・マドックスL・ピネラ | L・グラ                    | L・グラ                    | L・グラ                    | 左                         | L・グラB・マルティネスJ・メイベリーF・ホワイトG・ブレットF・パテックT・ポケットA・オーティスA・コーウェンズH・マクレー |

ヤンキースは初回表、先頭打者ミッキー・リバースの内野安打に相手三塁手ジョージ・ブレットの悪送球が重なり、いきなり無死二塁の好機を迎える。そこから一死満塁となり、5番クリス・チャンブリスは三塁方向へゴロを放つ。三塁手ブレットはまず二塁走者ロイ・ホワイトを三塁封殺し、さらに併殺でのイニング終了を狙って一塁へ送球した。しかしこれがまたも悪送球となり、三塁走者リバースと一塁走者サーマン・マンソンが生還して、ヤンキースが2点を先制した。その後は両先発投手、ロイヤルズのラリー・グラとヤンキースのキャットフィッシュ・ハンターがともに得点を許さず、7回終了時点でも試合は2－0のままだった。8回表、ヤンキースは二死から5番チャンブリスが三塁打で出塁したが、次打者グレイグ・ネトルズは見逃し三振に倒れる。その裏、ロイヤルズも先頭打者アル・コーウェンズの三塁打で走者を三塁に置くと、こちらは次打者トム・ポケットが二ゴロの間にコーウェンズを還して得点し、1点差に迫った。だがヤンキースは9回表、二死一・二塁から2番R・ホワイトの適時二塁打で点差を3点に広げた。ハンターは9イニング1失点で完投勝利を挙げた。

### 第2戦 10月10日
- ロイヤルズ・スタジアム（ミズーリ州カンザスシティ）

|                            | 1 | 2 | 3 | 4 | 5 | 6 | 7 | 8 | 9 | R | H  | E |
| -------------------------- | - | - | - | - | - | - | - | - | - | - | -- | - |
| ニューヨーク・ヤンキース   | 0 | 1 | 2 | 0 | 0 | 0 | 0 | 0 | 0 | 3 | 12 | 5 |
| カンザスシティ・ロイヤルズ | 2 | 0 | 0 | 0 | 0 | 2 | 0 | 3 | X | 7 | 9  | 0 |

1. 勝利：ポール・スプリットオフ（1勝）
2. 敗戦：エド・フィゲロア（1敗）
3. 審判
［球審］ラリー・バーネット
［塁審］一塁: ジョージ・マロニー、二塁: ビル・ハラー、三塁: アート・フランツ
［外審］左翼: ラリー・マッコイ、右翼: ジョー・ブリンクマン
4. 試合開始時刻: 中部夏時間（UTC-5）午後7時15分  試合時間: 2時間45分  観客: 4万1091人  気温: 69°F（20.6°C）
詳細: MLB.com Gameday / Baseball-Reference.com

| ニューヨーク・ヤンキース | ニューヨーク・ヤンキース | ニューヨーク・ヤンキース | ニューヨーク・ヤンキース | ニューヨーク・ヤンキース                                                                                                  | カンザスシティ・ロイヤルズ | カンザスシティ・ロイヤルズ | カンザスシティ・ロイヤルズ | カンザスシティ・ロイヤルズ | カンザスシティ・ロイヤルズ |
| ------------------------ | ------------------------ | ------------------------ | ------------------------ | --- | -------------------------- | -------------------------- | -------------------------- | -------------------------- | --- |
| 打順                     | 守備                     | 選手                     | 打席                     | E・フィゲロアT・マンソンC・チャン · ブリスW・ランドルフG・ネトルズF・スタンリーR・ホワイトM・リバースO・ギャンブルC・メイ | 打順                       | 守備                       | 選手                       | 打席                       | D・レナードB・マルティネスJ・メイベリーF・ホワイトG・ブレットF・パテックJ・ウォル · フォードA・コーウェンズT・ポケットH・マクレー |
| 1                        | 中                       | M・リバース              | 左                       | E・フィゲロアT・マンソンC・チャン · ブリスW・ランドルフG・ネトルズF・スタンリーR・ホワイトM・リバースO・ギャンブルC・メイ | 1                          | 左                         | J・ウォルフォード          | 右                         | D・レナードB・マルティネスJ・メイベリーF・ホワイトG・ブレットF・パテックJ・ウォル · フォードA・コーウェンズT・ポケットH・マクレー |
| 2                        | 左                       | R・ホワイト              | 両                       | E・フィゲロアT・マンソンC・チャン · ブリスW・ランドルフG・ネトルズF・スタンリーR・ホワイトM・リバースO・ギャンブルC・メイ | 2                          | 中                         | A・コーウェンズ            | 右                         | D・レナードB・マルティネスJ・メイベリーF・ホワイトG・ブレットF・パテックJ・ウォル · フォードA・コーウェンズT・ポケットH・マクレー |
| 3                        | 捕                       | T・マンソン              | 右                       | E・フィゲロアT・マンソンC・チャン · ブリスW・ランドルフG・ネトルズF・スタンリーR・ホワイトM・リバースO・ギャンブルC・メイ | 3                          | 三                         | G・ブレット                | 左                         | D・レナードB・マルティネスJ・メイベリーF・ホワイトG・ブレットF・パテックJ・ウォル · フォードA・コーウェンズT・ポケットH・マクレー |
| 4                        | 一                       | C・チャンブリス          | 左                       | E・フィゲロアT・マンソンC・チャン · ブリスW・ランドルフG・ネトルズF・スタンリーR・ホワイトM・リバースO・ギャンブルC・メイ | 4                          | 一                         | J・メイベリー              | 左                         | D・レナードB・マルティネスJ・メイベリーF・ホワイトG・ブレットF・パテックJ・ウォル · フォードA・コーウェンズT・ポケットH・マクレー |
| 5                        | DH                       | C・メイ                  | 左                       | E・フィゲロアT・マンソンC・チャン · ブリスW・ランドルフG・ネトルズF・スタンリーR・ホワイトM・リバースO・ギャンブルC・メイ | 5                          | DH                         | H・マクレー                | 右                         | D・レナードB・マルティネスJ・メイベリーF・ホワイトG・ブレットF・パテックJ・ウォル · フォードA・コーウェンズT・ポケットH・マクレー |
| 6                        | 三                       | G・ネトルズ              | 左                       | E・フィゲロアT・マンソンC・チャン · ブリスW・ランドルフG・ネトルズF・スタンリーR・ホワイトM・リバースO・ギャンブルC・メイ | 6                          | 右                         | T・ポケット                | 左                         | D・レナードB・マルティネスJ・メイベリーF・ホワイトG・ブレットF・パテックJ・ウォル · フォードA・コーウェンズT・ポケットH・マクレー |
| 7                        | 右                       | O・ギャンブル            | 左                       | E・フィゲロアT・マンソンC・チャン · ブリスW・ランドルフG・ネトルズF・スタンリーR・ホワイトM・リバースO・ギャンブルC・メイ | 7                          | 二                         | F・ホワイト                | 右                         | D・レナードB・マルティネスJ・メイベリーF・ホワイトG・ブレットF・パテックJ・ウォル · フォードA・コーウェンズT・ポケットH・マクレー |
| 8                        | 二                       | W・ランドルフ            | 右                       | E・フィゲロアT・マンソンC・チャン · ブリスW・ランドルフG・ネトルズF・スタンリーR・ホワイトM・リバースO・ギャンブルC・メイ | 8                          | 遊                         | F・パテック                | 右                         | D・レナードB・マルティネスJ・メイベリーF・ホワイトG・ブレットF・パテックJ・ウォル · フォードA・コーウェンズT・ポケットH・マクレー |
| 9                        | 遊                       | F・スタンリー            | 右                       | E・フィゲロアT・マンソンC・チャン · ブリスW・ランドルフG・ネトルズF・スタンリーR・ホワイトM・リバースO・ギャンブルC・メイ | 9                          | 捕                         | B・マルティネス            | 右                         | D・レナードB・マルティネスJ・メイベリーF・ホワイトG・ブレットF・パテックJ・ウォル · フォードA・コーウェンズT・ポケットH・マクレー |
| 先発投手                 | 先発投手                 | 先発投手                 | 投球                     | E・フィゲロアT・マンソンC・チャン · ブリスW・ランドルフG・ネトルズF・スタンリーR・ホワイトM・リバースO・ギャンブルC・メイ | 先発投手                   | 先発投手                   | 先発投手                   | 投球                       | D・レナードB・マルティネスJ・メイベリーF・ホワイトG・ブレットF・パテックJ・ウォル · フォードA・コーウェンズT・ポケットH・マクレー |
| E・フィゲロア            | E・フィゲロア            | E・フィゲロア            | 右                       | E・フィゲロアT・マンソンC・チャン · ブリスW・ランドルフG・ネトルズF・スタンリーR・ホワイトM・リバースO・ギャンブルC・メイ | D・レナード                | D・レナード                | D・レナード                | 右                         | D・レナードB・マルティネスJ・メイベリーF・ホワイトG・ブレットF・パテックJ・ウォル · フォードA・コーウェンズT・ポケットH・マクレー |

ロイヤルズは初回裏、無死一・三塁から3番ジョージ・ブレットの犠牲フライで先制する。さらに一塁走者アル・コーウェンズの盗塁に相手捕手サーマン・マンソンの悪送球が重なるなどして二死一・三塁とし、6番トム・ポケットの適時右前打でコーウェンズが2点目のホームを踏んだ。しかしヤンキースは2回表に1点を返すと、3回表には一死二塁から3番マンソンと4番クリス・チャンブリスの連続適時打で逆転に成功する。ロイヤルズはここで先発投手デニス・レナードを諦め、ポール・スプリットオフへ継投した。スプリットオフは5番カルロス・メイの右前打で一死一・二塁と危機を広げたものの後続を断ち、4回・5回も得点圏に走者を背負いながらも無失点で凌いだ。6回裏、ロイヤルズは先頭打者ブレットが三塁打で出塁し、次打者ジョン・メイベリーの中前打でまず同点、そして一死後に6番ポケットの適時二塁打で再逆転した。スプリットオフは8回終了まで5.2イニングを無失点に封じ、8回裏にはロイヤルズ打線が3点を加えた。9回表は3番手投手スティーブ・ミンゴリがヤンキースの反撃を抑えて試合を終わらせ、ロイヤルズが1勝1敗のタイに戻した。

### 第3戦 10月12日
- ヤンキー・スタジアム（ニューヨーク州ニューヨーク市ブロンクス区）

|                            | 1 | 2 | 3 | 4 | 5 | 6 | 7 | 8 | 9 | R | H | E |
| -------------------------- | - | - | - | - | - | - | - | - | - | - | - | - |
| カンザスシティ・ロイヤルズ | 3 | 0 | 0 | 0 | 0 | 0 | 0 | 0 | 0 | 3 | 6 | 0 |
| ニューヨーク・ヤンキース   | 0 | 0 | 0 | 2 | 0 | 3 | 0 | 0 | X | 5 | 9 | 0 |

1. 勝利：ドック・エリス（1勝）
2. セーブ：スパーキー・ライル（1S）
3. 敗戦：アンディ・ハスラー（1敗）
4. 本塁打
NYY：クリス・チャンブリス1号2ラン
5. 審判
［球審］ジョージ・マロニー
［塁審］一塁: ビル・ハラー、二塁: アート・フランツ、三塁: ラリー・マッコイ
［外審］左翼: ジョー・ブリンクマン、右翼: ラリー・バーネット
6. 試合開始時刻: 東部夏時間（UTC-4）午後8時30分  試合時間: 3時間0分  観客: 5万6808人  気温: 54°F（12.2°C）
詳細: MLB.com Gameday / Baseball-Reference.com

| カンザスシティ・ロイヤルズ | カンザスシティ・ロイヤルズ | カンザスシティ・ロイヤルズ | カンザスシティ・ロイヤルズ | カンザスシティ・ロイヤルズ | ニューヨーク・ヤンキース | ニューヨーク・ヤンキース | ニューヨーク・ヤンキース | ニューヨーク・ヤンキース | ニューヨーク・ヤンキース                                                                                                |
| -------------------------- | -------------------------- | -------------------------- | -------------------------- | --- | ------------------------ | ------------------------ | ------------------------ | ------------------------ | --- |
| 打順                       | 守備                       | 選手                       | 打席                       | A・ハスラーB・マルティネスJ・メイベリーF・ホワイトG・ブレットF・パテックJ・ウォル · フォードA・コーウェンズT・ポケットH・マクレー | 打順                     | 守備                     | 選手                     | 打席                     | D・エリスT・マンソンC・チャン · ブリスW・ランドルフG・ネトルズF・スタンリーR・ホワイトM・リバースE・マドックスL・ピネラ |
| 1                          | 左                         | J・ウォルフォード          | 右                         | A・ハスラーB・マルティネスJ・メイベリーF・ホワイトG・ブレットF・パテックJ・ウォル · フォードA・コーウェンズT・ポケットH・マクレー | 1                        | 中                       | M・リバース              | 左                       | D・エリスT・マンソンC・チャン · ブリスW・ランドルフG・ネトルズF・スタンリーR・ホワイトM・リバースE・マドックスL・ピネラ |
| 2                          | 中                         | A・コーウェンズ            | 右                         | A・ハスラーB・マルティネスJ・メイベリーF・ホワイトG・ブレットF・パテックJ・ウォル · フォードA・コーウェンズT・ポケットH・マクレー | 2                        | 左                       | R・ホワイト              | 両                       | D・エリスT・マンソンC・チャン · ブリスW・ランドルフG・ネトルズF・スタンリーR・ホワイトM・リバースE・マドックスL・ピネラ |
| 3                          | 三                         | G・ブレット                | 左                         | A・ハスラーB・マルティネスJ・メイベリーF・ホワイトG・ブレットF・パテックJ・ウォル · フォードA・コーウェンズT・ポケットH・マクレー | 3                        | 捕                       | T・マンソン              | 右                       | D・エリスT・マンソンC・チャン · ブリスW・ランドルフG・ネトルズF・スタンリーR・ホワイトM・リバースE・マドックスL・ピネラ |
| 4                          | 一                         | J・メイベリー              | 左                         | A・ハスラーB・マルティネスJ・メイベリーF・ホワイトG・ブレットF・パテックJ・ウォル · フォードA・コーウェンズT・ポケットH・マクレー | 4                        | DH                       | L・ピネラ                | 右                       | D・エリスT・マンソンC・チャン · ブリスW・ランドルフG・ネトルズF・スタンリーR・ホワイトM・リバースE・マドックスL・ピネラ |
| 5                          | DH                         | H・マクレー                | 右                         | A・ハスラーB・マルティネスJ・メイベリーF・ホワイトG・ブレットF・パテックJ・ウォル · フォードA・コーウェンズT・ポケットH・マクレー | 5                        | 一                       | C・チャンブリス          | 左                       | D・エリスT・マンソンC・チャン · ブリスW・ランドルフG・ネトルズF・スタンリーR・ホワイトM・リバースE・マドックスL・ピネラ |
| 6                          | 右                         | T・ポケット                | 左                         | A・ハスラーB・マルティネスJ・メイベリーF・ホワイトG・ブレットF・パテックJ・ウォル · フォードA・コーウェンズT・ポケットH・マクレー | 6                        | 三                       | G・ネトルズ              | 左                       | D・エリスT・マンソンC・チャン · ブリスW・ランドルフG・ネトルズF・スタンリーR・ホワイトM・リバースE・マドックスL・ピネラ |
| 7                          | 二                         | F・ホワイト                | 右                         | A・ハスラーB・マルティネスJ・メイベリーF・ホワイトG・ブレットF・パテックJ・ウォル · フォードA・コーウェンズT・ポケットH・マクレー | 7                        | 右                       | E・マドックス            | 右                       | D・エリスT・マンソンC・チャン · ブリスW・ランドルフG・ネトルズF・スタンリーR・ホワイトM・リバースE・マドックスL・ピネラ |
| 8                          | 遊                         | F・パテック                | 右                         | A・ハスラーB・マルティネスJ・メイベリーF・ホワイトG・ブレットF・パテックJ・ウォル · フォードA・コーウェンズT・ポケットH・マクレー | 8                        | 二                       | W・ランドルフ            | 右                       | D・エリスT・マンソンC・チャン · ブリスW・ランドルフG・ネトルズF・スタンリーR・ホワイトM・リバースE・マドックスL・ピネラ |
| 9                          | 捕                         | B・マルティネス            | 右                         | A・ハスラーB・マルティネスJ・メイベリーF・ホワイトG・ブレットF・パテックJ・ウォル · フォードA・コーウェンズT・ポケットH・マクレー | 9                        | 遊                       | F・スタンリー            | 右                       | D・エリスT・マンソンC・チャン · ブリスW・ランドルフG・ネトルズF・スタンリーR・ホワイトM・リバースE・マドックスL・ピネラ |
| 先発投手                   | 先発投手                   | 先発投手                   | 投球                       | A・ハスラーB・マルティネスJ・メイベリーF・ホワイトG・ブレットF・パテックJ・ウォル · フォードA・コーウェンズT・ポケットH・マクレー | 先発投手                 | 先発投手                 | 先発投手                 | 投球                     | D・エリスT・マンソンC・チャン · ブリスW・ランドルフG・ネトルズF・スタンリーR・ホワイトM・リバースE・マドックスL・ピネラ |
| A・ハスラー                | A・ハスラー                | A・ハスラー                | 左                         | A・ハスラーB・マルティネスJ・メイベリーF・ホワイトG・ブレットF・パテックJ・ウォル · フォードA・コーウェンズT・ポケットH・マクレー | D・エリス                | D・エリス                | D・エリス                | 右                       | D・エリスT・マンソンC・チャン · ブリスW・ランドルフG・ネトルズF・スタンリーR・ホワイトM・リバースE・マドックスL・ピネラ |

初回表、ロイヤルズの先頭打者ジム・ウォルフォードが四球で出塁し、次打者アル・コーウェンズの打席中に盗塁で二塁へ進んだ。これをきっかけにロイヤルズは、3番ジョージ・ブレットの適時打や5番ハル・マクレーの犠牲フライなどで3点を先制した。一方のヤンキースは、相手先発投手アンディ・ハスラーに対し序盤3イニングは無得点に封じられた。しかし4回裏、二死から4番ルー・ピネラの二塁打で初めて得点圏に走者を置くと、次打者クリス・チャンブリスが右中間への本塁打を放ち、1点差に迫った。
6回裏、ヤンキースは無死二・三塁の好機を作り、ハスラーを降板に追い込む。右打者の4番ピネラに対し、ロイヤルズは右投手マーティー・パッティンをマウンドへ送ったが、左打者のカルロス・メイが代打で出てきたため、パッティンはメイを敬遠しただけで降板した。次は5番チャンブリス→6番グレイグ・ネトルズと左打者がふたり続き、ロイヤルズは左投手のトム・ホールを登板させた。ホールはチャンブリスを二ゴロに打ち取ったものの三塁走者ロイ・ホワイトの生還で同点に追いつかれ、さらにネトルズには適時左前打を浴びて逆転を許した。一死一・二塁で7番・右打者のエリオット・マドックスに対しては、ロイヤルズは右投手ではなく左のスティーブ・ミンゴリを投げさせた。マドックスは二塁打で二塁走者チャンブリスを還し、ヤンキースに5点目をもたらした。こうしてヤンキースはこの回、ロイヤルズの救援投手陣を打ち込んで3点を奪い、試合をひっくり返した。
ヤンキースの先発投手ドック・エリスは、2回以降は相手に二塁も踏ませず8回終了まで投げ切った。9回表は抑え投手のスパーキー・ライルが登板、先頭打者ブレットへの与四球で本塁打が出れば同点という場面にされながら、後続を打ち取って試合を終わらせた。

### 第4戦 10月13日
- ヤンキー・スタジアム（ニューヨーク州ニューヨーク市ブロンクス区）

|                            | 1 | 2 | 3 | 4 | 5 | 6 | 7 | 8 | 9 | R | H  | E |
| -------------------------- | - | - | - | - | - | - | - | - | - | - | -- | - |
| カンザスシティ・ロイヤルズ | 0 | 3 | 0 | 2 | 0 | 1 | 0 | 1 | 0 | 7 | 9  | 1 |
| ニューヨーク・ヤンキース   | 0 | 2 | 0 | 0 | 0 | 0 | 1 | 0 | 1 | 4 | 11 | 0 |

1. 勝利：ダグ・バード（1勝）
2. セーブ：スティーブ・ミンゴリ（1S）
3. 敗戦：キャットフィッシュ・ハンター（1勝1敗）
4. 本塁打
NYY：グレイグ・ネトルズ1号2ラン・2号ソロ
5. 審判
［球審］ビル・ハラー
［塁審］一塁: アート・フランツ、二塁: ラリー・マッコイ、三塁: ジョー・ブリンクマン
［外審］左翼: ラリー・バーネット、右翼: ジョージ・マロニー
6. 試合開始時刻: 東部夏時間（UTC-4）午後3時23分  試合時間: 2時間50分  観客: 5万6355人  気温: 67°F（19.4°C）
詳細: MLB.com Gameday / Baseball-Reference.com

| カンザスシティ・ロイヤルズ | カンザスシティ・ロイヤルズ | カンザスシティ・ロイヤルズ | カンザスシティ・ロイヤルズ | カンザスシティ・ロイヤルズ                                                                                       | ニューヨーク・ヤンキース | ニューヨーク・ヤンキース | ニューヨーク・ヤンキース | ニューヨーク・ヤンキース | ニューヨーク・ヤンキース                                                                                                  |
| -------------------------- | -------------------------- | -------------------------- | -------------------------- | --- | ------------------------ | ------------------------ | ------------------------ | ------------------------ | --- |
| 打順                       | 守備                       | 選手                       | 打席                       | L・グラB・マルティネスJ・メイベリーC・ロハスG・ブレットF・パテックT・ポケットA・コーウェンズH・マクレーJ・カーク | 打順                     | 守備                     | 選手                     | 打席                     | C・ハンターT・マンソンC・チャン · ブリスW・ランドルフG・ネトルズF・スタンリーR・ホワイトM・リバースE・マドックスL・ピネラ |
| 1                          | 中                         | A・コーウェンズ            | 右                         | L・グラB・マルティネスJ・メイベリーC・ロハスG・ブレットF・パテックT・ポケットA・コーウェンズH・マクレーJ・カーク | 1                        | 中                       | M・リバース              | 左                       | C・ハンターT・マンソンC・チャン · ブリスW・ランドルフG・ネトルズF・スタンリーR・ホワイトM・リバースE・マドックスL・ピネラ |
| 2                          | 左                         | T・ポケット                | 左                         | L・グラB・マルティネスJ・メイベリーC・ロハスG・ブレットF・パテックT・ポケットA・コーウェンズH・マクレーJ・カーク | 2                        | 左                       | R・ホワイト              | 両                       | C・ハンターT・マンソンC・チャン · ブリスW・ランドルフG・ネトルズF・スタンリーR・ホワイトM・リバースE・マドックスL・ピネラ |
| 3                          | 三                         | G・ブレット                | 左                         | L・グラB・マルティネスJ・メイベリーC・ロハスG・ブレットF・パテックT・ポケットA・コーウェンズH・マクレーJ・カーク | 3                        | 捕                       | T・マンソン              | 右                       | C・ハンターT・マンソンC・チャン · ブリスW・ランドルフG・ネトルズF・スタンリーR・ホワイトM・リバースE・マドックスL・ピネラ |
| 4                          | 一                         | J・メイベリー              | 左                         | L・グラB・マルティネスJ・メイベリーC・ロハスG・ブレットF・パテックT・ポケットA・コーウェンズH・マクレーJ・カーク | 4                        | DH                       | L・ピネラ                | 右                       | C・ハンターT・マンソンC・チャン · ブリスW・ランドルフG・ネトルズF・スタンリーR・ホワイトM・リバースE・マドックスL・ピネラ |
| 5                          | 右                         | H・マクレー                | 右                         | L・グラB・マルティネスJ・メイベリーC・ロハスG・ブレットF・パテックT・ポケットA・コーウェンズH・マクレーJ・カーク | 5                        | 一                       | C・チャンブリス          | 左                       | C・ハンターT・マンソンC・チャン · ブリスW・ランドルフG・ネトルズF・スタンリーR・ホワイトM・リバースE・マドックスL・ピネラ |
| 6                          | DH                         | J・カーク                  | 左                         | L・グラB・マルティネスJ・メイベリーC・ロハスG・ブレットF・パテックT・ポケットA・コーウェンズH・マクレーJ・カーク | 6                        | 三                       | G・ネトルズ              | 左                       | C・ハンターT・マンソンC・チャン · ブリスW・ランドルフG・ネトルズF・スタンリーR・ホワイトM・リバースE・マドックスL・ピネラ |
| 7                          | 二                         | C・ロハス                  | 右                         | L・グラB・マルティネスJ・メイベリーC・ロハスG・ブレットF・パテックT・ポケットA・コーウェンズH・マクレーJ・カーク | 7                        | 右                       | E・マドックス            | 右                       | C・ハンターT・マンソンC・チャン · ブリスW・ランドルフG・ネトルズF・スタンリーR・ホワイトM・リバースE・マドックスL・ピネラ |
| 8                          | 遊                         | F・パテック                | 右                         | L・グラB・マルティネスJ・メイベリーC・ロハスG・ブレットF・パテックT・ポケットA・コーウェンズH・マクレーJ・カーク | 8                        | 二                       | W・ランドルフ            | 右                       | C・ハンターT・マンソンC・チャン · ブリスW・ランドルフG・ネトルズF・スタンリーR・ホワイトM・リバースE・マドックスL・ピネラ |
| 9                          | 捕                         | B・マルティネス            | 右                         | L・グラB・マルティネスJ・メイベリーC・ロハスG・ブレットF・パテックT・ポケットA・コーウェンズH・マクレーJ・カーク | 9                        | 遊                       | F・スタンリー            | 右                       | C・ハンターT・マンソンC・チャン · ブリスW・ランドルフG・ネトルズF・スタンリーR・ホワイトM・リバースE・マドックスL・ピネラ |
| 先発投手                   | 先発投手                   | 先発投手                   | 投球                       | L・グラB・マルティネスJ・メイベリーC・ロハスG・ブレットF・パテックT・ポケットA・コーウェンズH・マクレーJ・カーク | 先発投手                 | 先発投手                 | 先発投手                 | 投球                     | C・ハンターT・マンソンC・チャン · ブリスW・ランドルフG・ネトルズF・スタンリーR・ホワイトM・リバースE・マドックスL・ピネラ |
| L・グラ                    | L・グラ                    | L・グラ                    | 左                         | L・グラB・マルティネスJ・メイベリーC・ロハスG・ブレットF・パテックT・ポケットA・コーウェンズH・マクレーJ・カーク | C・ハンター              | C・ハンター              | C・ハンター              | 右                       | C・ハンターT・マンソンC・チャン · ブリスW・ランドルフG・ネトルズF・スタンリーR・ホワイトM・リバースE・マドックスL・ピネラ |

ヤンキースはこの日の先発投手に、第1戦からの中3日でキャットフィッシュ・ハンターを起用した。2回表、ハンターは先頭打者ジョン・メイベリーへの与四球から二死一・二塁とされ、8番フレディ・パテックと9番バック・マルティネスの連続適時打で3点の先制を許す。ヤンキースはその裏、6番グレイグ・ネトルズの2点本塁打ですぐさま1点差に迫る。だがハンターは、4回表にも先頭打者ハル・マクレーを二塁打で出塁させると、次打者ジェイミー・カークの適時三塁打で4点目を失い、ここで降板した。ロイヤルズは、7番クッキー・ロハスが代わったばかりのディック・ティドローから犠牲フライを放ってカークを還し、5点目を奪った。その後は点差が3点未満に縮まることなく、両軍とも2点ずつを加えて7－4で試合終了となり、2勝2敗でシリーズの行方は最終第5戦へ持ち込まれた。

### 第5戦 10月14日
- ヤンキー・スタジアム（ニューヨーク州ニューヨーク市ブロンクス区）

|                            | 1 | 2 | 3 | 4 | 5 | 6 | 7 | 8 | 9  | R | H  | E |
| -------------------------- | - | - | - | - | - | - | - | - | -- | - | -- | - |
| カンザスシティ・ロイヤルズ | 2 | 1 | 0 | 0 | 0 | 0 | 0 | 3 | 0  | 6 | 11 | 1 |
| ニューヨーク・ヤンキース   | 2 | 0 | 2 | 0 | 0 | 2 | 0 | 0 | 1x | 7 | 11 | 1 |

1. 勝利：ディック・ティドロー（1勝）
2. 敗戦：マーク・リッテル（1敗）
3. 本塁打
KC：ジョン・メイベリー1号2ラン、ジョージ・ブレット1号3ラン
NYY：クリス・チャンブリス2号ソロ
4. 審判
［球審］アート・フランツ
［塁審］一塁: ラリー・マッコイ、二塁: ジョー・ブリンクマン、三塁: ラリー・バーネット
［外審］左翼: ジョージ・マロニー、右翼: ビル・ハラー
5. 試合開始時刻: 東部夏時間（UTC-4）午後8時30分  試合時間: 3時間13分  観客: 5万6821人  気温: 54°F（12.2°C）
詳細: MLB.com Gameday / Baseball-Reference.com

| カンザスシティ・ロイヤルズ | カンザスシティ・ロイヤルズ | カンザスシティ・ロイヤルズ | カンザスシティ・ロイヤルズ | カンザスシティ・ロイヤルズ                                                                                           | ニューヨーク・ヤンキース | ニューヨーク・ヤンキース | ニューヨーク・ヤンキース | ニューヨーク・ヤンキース | ニューヨーク・ヤンキース                                                                                                  |
| -------------------------- | -------------------------- | -------------------------- | -------------------------- | --- | ------------------------ | ------------------------ | ------------------------ | ------------------------ | --- |
| 打順                       | 守備                       | 選手                       | 打席                       | D・レナードB・マルティネスJ・メイベリーC・ロハスG・ブレットF・パテックT・ポケットA・コーウェンズH・マクレーJ・カーク | 打順                     | 守備                     | 選手                     | 打席                     | E・フィゲロアT・マンソンC・チャン · ブリスW・ランドルフG・ネトルズF・スタンリーR・ホワイトM・リバースO・ギャンブルC・メイ |
| 1                          | 中                         | A・コーウェンズ            | 右                         | D・レナードB・マルティネスJ・メイベリーC・ロハスG・ブレットF・パテックT・ポケットA・コーウェンズH・マクレーJ・カーク | 1                        | 中                       | M・リバース              | 左                       | E・フィゲロアT・マンソンC・チャン · ブリスW・ランドルフG・ネトルズF・スタンリーR・ホワイトM・リバースO・ギャンブルC・メイ |
| 2                          | 左                         | T・ポケット                | 左                         | D・レナードB・マルティネスJ・メイベリーC・ロハスG・ブレットF・パテックT・ポケットA・コーウェンズH・マクレーJ・カーク | 2                        | 左                       | R・ホワイト              | 両                       | E・フィゲロアT・マンソンC・チャン · ブリスW・ランドルフG・ネトルズF・スタンリーR・ホワイトM・リバースO・ギャンブルC・メイ |
| 3                          | 三                         | G・ブレット                | 左                         | D・レナードB・マルティネスJ・メイベリーC・ロハスG・ブレットF・パテックT・ポケットA・コーウェンズH・マクレーJ・カーク | 3                        | 捕                       | T・マンソン              | 右                       | E・フィゲロアT・マンソンC・チャン · ブリスW・ランドルフG・ネトルズF・スタンリーR・ホワイトM・リバースO・ギャンブルC・メイ |
| 4                          | 一                         | J・メイベリー              | 左                         | D・レナードB・マルティネスJ・メイベリーC・ロハスG・ブレットF・パテックT・ポケットA・コーウェンズH・マクレーJ・カーク | 4                        | 一                       | C・チャンブリス          | 左                       | E・フィゲロアT・マンソンC・チャン · ブリスW・ランドルフG・ネトルズF・スタンリーR・ホワイトM・リバースO・ギャンブルC・メイ |
| 5                          | 右                         | H・マクレー                | 右                         | D・レナードB・マルティネスJ・メイベリーC・ロハスG・ブレットF・パテックT・ポケットA・コーウェンズH・マクレーJ・カーク | 5                        | DH                       | C・メイ                  | 左                       | E・フィゲロアT・マンソンC・チャン · ブリスW・ランドルフG・ネトルズF・スタンリーR・ホワイトM・リバースO・ギャンブルC・メイ |
| 6                          | DH                         | J・カーク                  | 左                         | D・レナードB・マルティネスJ・メイベリーC・ロハスG・ブレットF・パテックT・ポケットA・コーウェンズH・マクレーJ・カーク | 6                        | 三                       | G・ネトルズ              | 左                       | E・フィゲロアT・マンソンC・チャン · ブリスW・ランドルフG・ネトルズF・スタンリーR・ホワイトM・リバースO・ギャンブルC・メイ |
| 7                          | 二                         | C・ロハス                  | 右                         | D・レナードB・マルティネスJ・メイベリーC・ロハスG・ブレットF・パテックT・ポケットA・コーウェンズH・マクレーJ・カーク | 7                        | 右                       | O・ギャンブル            | 左                       | E・フィゲロアT・マンソンC・チャン · ブリスW・ランドルフG・ネトルズF・スタンリーR・ホワイトM・リバースO・ギャンブルC・メイ |
| 8                          | 遊                         | F・パテック                | 右                         | D・レナードB・マルティネスJ・メイベリーC・ロハスG・ブレットF・パテックT・ポケットA・コーウェンズH・マクレーJ・カーク | 8                        | 二                       | W・ランドルフ            | 右                       | E・フィゲロアT・マンソンC・チャン · ブリスW・ランドルフG・ネトルズF・スタンリーR・ホワイトM・リバースO・ギャンブルC・メイ |
| 9                          | 捕                         | B・マルティネス            | 右                         | D・レナードB・マルティネスJ・メイベリーC・ロハスG・ブレットF・パテックT・ポケットA・コーウェンズH・マクレーJ・カーク | 9                        | 遊                       | F・スタンリー            | 右                       | E・フィゲロアT・マンソンC・チャン · ブリスW・ランドルフG・ネトルズF・スタンリーR・ホワイトM・リバースO・ギャンブルC・メイ |
| 先発投手                   | 先発投手                   | 先発投手                   | 投球                       | D・レナードB・マルティネスJ・メイベリーC・ロハスG・ブレットF・パテックT・ポケットA・コーウェンズH・マクレーJ・カーク | 先発投手                 | 先発投手                 | 先発投手                 | 投球                     | E・フィゲロアT・マンソンC・チャン · ブリスW・ランドルフG・ネトルズF・スタンリーR・ホワイトM・リバースO・ギャンブルC・メイ |
| D・レナード                | D・レナード                | D・レナード                | 右                         | D・レナードB・マルティネスJ・メイベリーC・ロハスG・ブレットF・パテックT・ポケットA・コーウェンズH・マクレーJ・カーク | E・フィゲロア            | E・フィゲロア            | E・フィゲロア            | 右                       | E・フィゲロアT・マンソンC・チャン · ブリスW・ランドルフG・ネトルズF・スタンリーR・ホワイトM・リバースO・ギャンブルC・メイ |

ロイヤルズは初回表、4番ジョン・メイベリーの2点本塁打で先制した。ヤンキースはその裏、先頭打者ミッキー・リバースが三塁打で出塁し、次打者ロイ・ホワイトの適時打で1点を返す。R・ホワイトが盗塁で二塁へ進み、3番サーマン・マンソンも左前打・送球間進塁で続いて無死二・三塁となる。ロイヤルズの先発投手デニス・レナードは、一死も取れないままここで降板した。2番手投手ポール・スプリットオフは、4番クリス・チャンブリスに同点の犠牲フライを許した。2回表、ロイヤルズは9番バック・マルティネスの適時打で1点を勝ち越した。その裏をスプリットオフは三者凡退に抑え、これでチャンブリスの犠牲フライから6打者連続でアウトにした。
3回裏、ヤンキース打線がスプリットオフを捉える。先頭打者リバースの中前打をきっかけに無死一・二塁とし、3番マンソンの適時打で同点に追いつく。なおも無死一・三塁で4番チャンブリスは二ゴロに倒れたものの、その間に三塁走者R・ホワイトが生還し4－3とヤンキースが逆転した。6回裏にも、ヤンキースは相手の4番手投手アンディ・ハスラーから2点を挙げて突き放す。先頭打者リバースがバント安打で出塁し、これを2番R・ホワイトが犠牲バントで二塁へ送ったあと、3番マンソンの右前打でまず1点が入った。そのあと二死二塁から5番カルロス・メイの三ゴロを、三塁手ジョージ・ブレットが悪送球してもう1点が加わった。
ロイヤルズ打線はヤンキース先発投手エド・フィゲロアの前に、3回以降は無得点に封じられていた。8回表、先頭打者アル・コーウェンズが左前打で出塁すると、ヤンキースはフィゲロアから左投手のグラント・ジャクソンへ継投した。これを受けてロイヤルズは、右打者のジム・ウォルフォードを代打に送った。ウォルフォードは中前打で好機を広げる。そして3番ブレットが3点本塁打を放ち、ロイヤルズが6－6の同点に追いついた。その裏、ロイヤルズの5番手投手マーク・リッテルはヤンキース打線を三者凡退に片付けた。
9回表、ヤンキースの3番手投手ディック・ティドローは二死無走者から安打と与四球で一・二塁の危機を招くが、2番ウォルフォードを三ゴロに打ち取って凌ぐ。その裏、先頭打者チャンブリスがリッテルの投球を右中間スタンドへ運び、ヤンキースにとって12年ぶりのリーグ優勝を決めるサヨナラ本塁打とした。ファンがグラウンドに雪崩れ込み収拾がつかなくなるなか、チャンブリスはファンとぶつかって倒したりもみくちゃにされたりしながらベースを一周した。いったんジャケットを羽織ったあとで本塁を踏みに戻ったところ、本塁は何者かによって引っこ抜かれてなくなっており、チャンブリスは仕方なくその跡を踏んでクラブハウスへ戻ったという。